# مدينة نفتالان
وكانت مدينة نفتلان تعمل كمستوطنة داخل منطقتي غورانبوي وييفلاخ بحلول عام 1967.وفي 28 نيسان / أبريل 1967، أصدر مركز مدينة نابتلان التابعة للمرسوم رقم 48 الصادر عن هيئة رئاسة مجلس السوفيات الأعلى لجمهورية أذربيجان.وبلغ مجموع السكان 393 9 نسمة في 1 كانون الثاني / يناير 2012.أراضيها 3572.63 هكتار.المسافة بين نفتالان ومدينة باكو 330 كم.يقع نافتالان على بعد 330 كم غرب باكو، و 50 من غانجا، و 18 كم من محطة سكة حديد غوران، في سفوح جبل موروف.

## تاريخ
ووفقا للأسطورة، نقلت القافلة الثقيلة المنقولة من الغرب إلى الشرق أراضي أذربيجان القديمة.وقد أضعف الجمل تدريجيا، وأبطأت القافلة على الطريق.عندما مر عبر بحيرة مليئة بالزيوت، فتحت القافلة الجمل وقالت:
- «من الأفضل أن يغرق ويموت في إحدى هذه البحيرات من هذا الحيوان يعاني».وسقط الجمل من القافلة إلى إحدى البحيرات القريبة حيث فهم كلمات المالك.كانت القافلة تتحرك ببطء.استغرق الأمر وقتا طويلا.عاد الراعي إلى القافلة.عندما عبروا البحيرة، واجهوا الجمل.صاحب القافلة يتذكر المريض، الهزيل العجاف أنه ترك في هذه الأماكن.ولكن كان من الياقوت ساب، والجلد كان مسح.قرروا اتباع الجمل، ووجدوا أن الجمال قد تعرض لبحيرات الزيتون عدة مرات في اليوم، ووضع أمام اليوم.واقترب التجار في القافلة من البحيرات وأخذوها من البحيرة على البحيرة وسقطوا أيديهم على أقدامهم.

## عن المدينة
تتكون مدينة نفتلان من قريتين.قاعدة مدينة نفتلان هي مصحة - البنية التحتية للمنتجع.يعمل منتجع نفتلان منذ عام 1933. وفي عام 1938، أنشئ مختبر نفتالان التجريبي في معهد البحوث الطبية للمعالجة الطبية ومعالجة الموارد الطبيعية في أذربيجان، وبدأت دراسة الآثار البيولوجية والعلاجية لنفتلان.أيضا، في عام 1965 تم إنشاء مختبر البحوث العلمية في نفتلان. وكانت الخدمات العظيمة للأكاديمي محمد علييف والأساتذة باشاييف، غلييفا ودكتور العلوم الطبية حسينوف سمة كبيرة في دراسة تكوين نفتلان النفط في أذربيجان.وكان التطور الرئيسي لمنتجع نفتلان في الفترة 1970 - 1990.بمبادرة من زعيمنا الوطني حيدر علييف، الذي رأس جمهورية أذربيجان الاشتراكية السوفياتية في ذلك الوقت، ثم خدم في المنصب الرفيع لمجلس وزراء الاتحاد السوفييتي، أصبح منتجع نافتالان أكثر وأكثر شهرة.وحتى في 19 فبراير 1982، اتخذ مجلس وزراء جمهورية أذربيجان الاشتراكية السوفياتية ومجلس نقابات أذربيجان قرارا مشتركا بشأن التدابير الرامية إلى تطوير مدينة نافتالان. ونتيجة لهذا القرار، نشأت مدينة نافتالان كمدينة للمنتجعات، وتم تعزيز قاعدتها المادية والتقنية، حيث تضم 480 مقعدا «أذربيجان» و 480 مقعدا «شرفان» و 560 مقعدا «سينار» و 800 مقعدا «غوران» بنيت.وقد تم بناء أزقة جديدة في نفتلان والمباني السكنية متعددة الطوابق.وفي الوقت نفسه، تم تكليف مبنى سكني في المدينة، ومبنى سينما مكون من 400 مقعد، ومطار، ومحطة للحافلات، ومفرق من 4 طوابق للاتصالات، ومبنى فندق مؤلف من 9 طوابق مكون من 9 غرف.رئيس جمهورية أذربيجان قام السيد إلهام علييف بزيارة إلى نفتلان في 3 مارس / آذار 2008 و 10 فبراير / شباط 2011.

## جغرافية

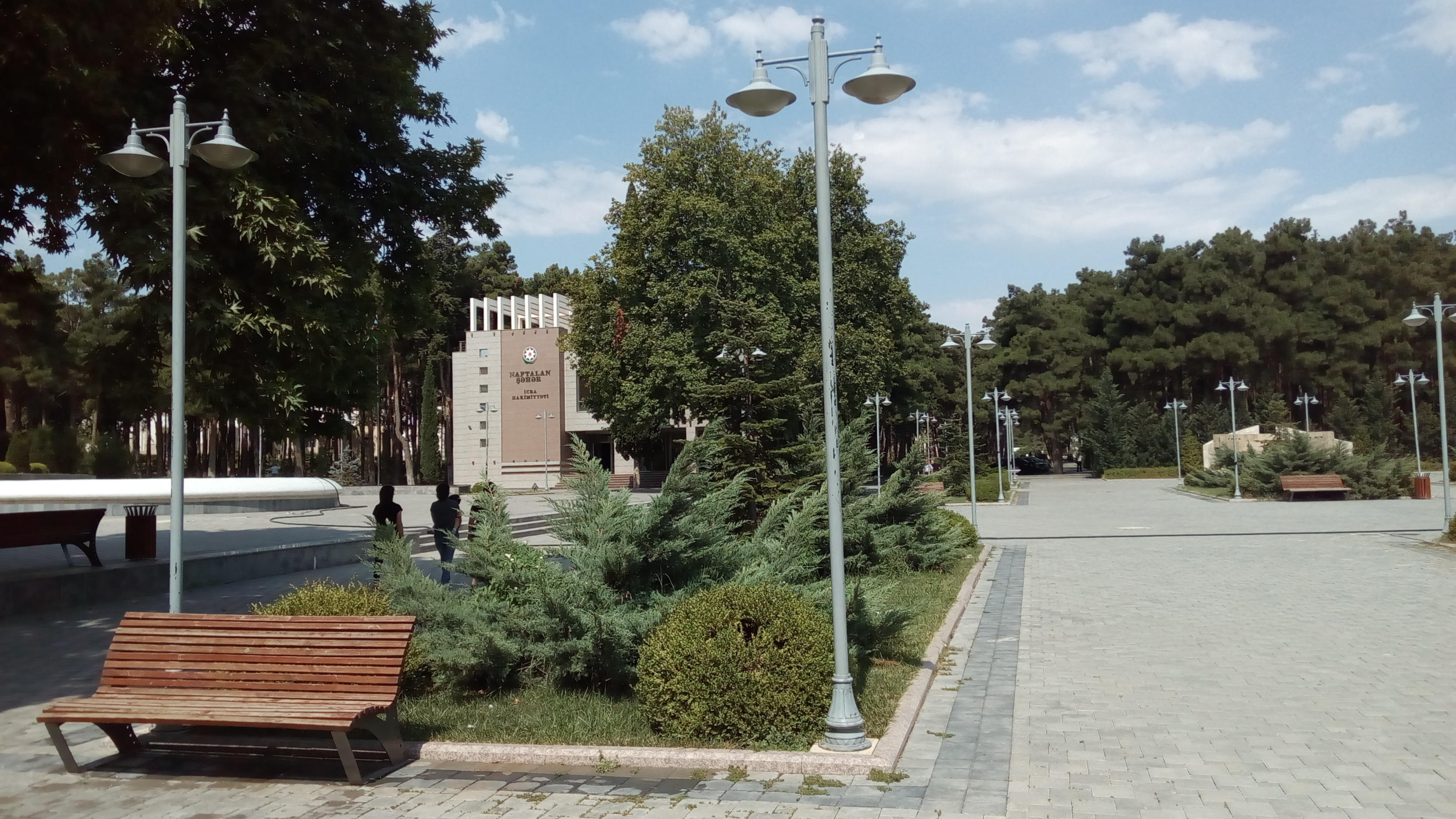
مدينة نفتالان

وهي تقع على ارتفاع 240-250 متر فوق مستوى سطح البحر.الربيع دافئ، الشتاء لينة.متوسط درجة الحرارة السنوي هو 14.8 درجة مئوية.سرعة الرياح 5.0 متر / ثانية.كانت أراضي المدينة 879.82 هكتار اعتبارا من 31 مايو 2010.غير أنه وفقا للقرار رقم 958 المؤرخ 10 حزيران / يونيه 2010، الذي وقعه رئيس جمهورية أذربيجان بشأن تنفيذ قانون جمهورية أذربيجان في 31 أيار / مايو 2010 «بشأن التعديلات الجزئية للوحدات الإقليمية الإدارية في نافتالان ومنطقة غورانبوي في جمهورية أذربيجان» تم إدراج 2692.81 هكتار من الأراضي في المنطقة الإدارية لمنطقة غورانبوي في وحدة إدارية إدارية من نفتلان وبلغت المساحة الإجمالية للمدينة 3572.62 هكتار.هناك حزب سياسي - حزب أذربيجان الجديد.هيئة صحفية تنشر صحيفة «نفتلان».هناك مسجد الجمعة.

## الإجراءات
في السنوات الأخيرة، تم اتخاذ تدابير واسعة النطاق في المدينة لإنشاء منتجعات صحية جديدة لتنمية ريادة الأعمال.المراكز الترفيهية والصحية التي تلبي المتطلبات الحديثة مثل «حمامات شفاء» و «مركز نفتلان للعلاج والصحة» و «ميراكل نفتلان» و «ماجيك نفتلان» و «غاشالتي» و «فندق وسبا تشينار نافتالان» الذي بناؤه رجال الأعمال في المدينة يظهر.وبسبب تنفيذ برنامج الدولة للتنمية الاجتماعية والاقتصادية في مناطق جمهورية أذربيجان في الفترة 2004-2008، أنشئ المركز الإداري الجديد لمركز تأهيل المعوقين، والإدارة المالية، وإدارة المدينة التابعة لصندوق الدولة للحماية الاجتماعية، وإدارة إمدادات المياه، تم تشييد المباني وإصلاحها في مستشفى المدينة المركزي، والمدارس الثانوية 01 و 02، وملعب لكرة القدم في المدينة وحديقة حيدر علييف.كذلك، تمشيا مع «برنامج الدولة للتنمية الاجتماعية والاقتصادية في مناطق جمهورية أذربيجان للفترة 2009 - 2013»، تم إيلاء الاهتمام لتطوير جميع الهياكل الأساسية للمدينة.نفتالان تقريبا أعيد بناؤه.ومن ثم تم تجديد شبكة الكهرباء بالمدينة وتم بناء مراجل تدفئة جديدة للمدارس والمباني السكنية الجديدة وتم تركيب سخانات تدفئة جديدة وتم تجديد خطوط الغاز في المدينة والضواحى والمناطق السكنية الأخرى بالمدينة واعادة اعمار شبكة المياه والصرف الصحى ومرافق المنتجع الصحى والبناء جار.

## نافتالان سيتي كوميسيون
- رئيس اللجنة - النائب الأول لرئيس بلدية نافتالان السلطة التنفيذية.
- نائب رئيس اللجنة - رئيس إدارة شرطة مدينة نفتلان.
- أعضاء اللجنة- مدعي مدينة نفتلان، رئيس إدارة مدينة نفتلان، رئيس قسم التعليم بمدينة نفتلان، رئيس دائرة الشباب والرياضة في مدينة نفتلان، نافتلان مدير مركز الحماية الاجتماعية للسكان، رئيس دائرة الثقافة والسياحة في مدينة نفتلان.
- أمين اللجنة - نافتالان السلطة التنفيذية رئيس هيئة الرئاسة.